# Baar (Bajorország)
Baar település Németországban, azon belül Bajorországban. Lakosainak száma 1261 fő (2023. december 31.).

## Népesség
A település népessége az elmúlt években az alábbi módon változott:
| Lakosok száma | 1147 | 1129 | 1130 | 1133 | 1166 | 1134 | 1167 | 1242 | 1234 | 1261 |
|               | 2010 | 2011 | 2012 | 2014 | 2015 | 2016 | 2017 | 2021 | 2022 | 2023 |